# Grande Título do Imperador da Áustria

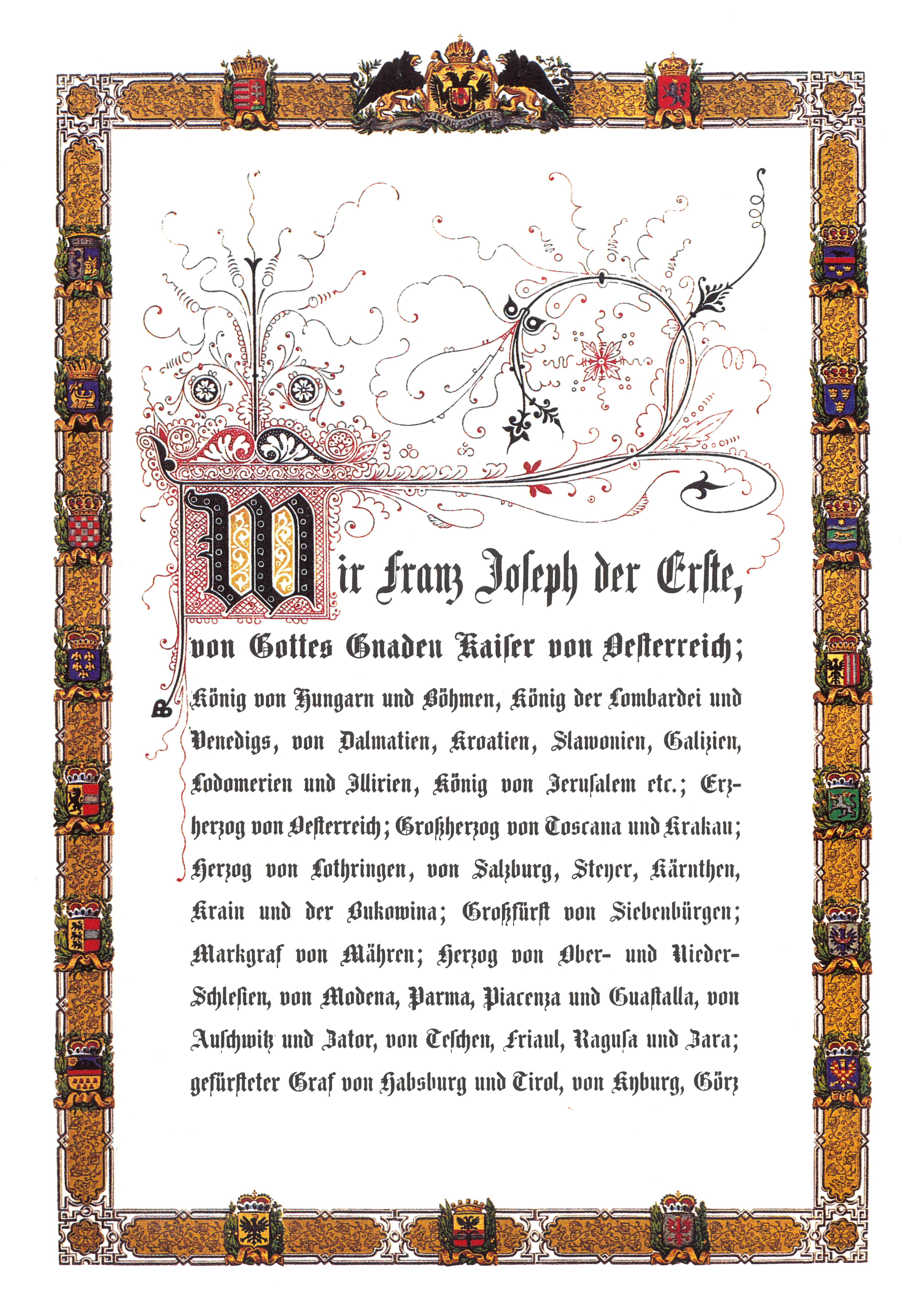
Primeira página da Patente de Fevereiro de 1861 com o grande título do imperador

O Grande Título do Imperador da Áustria (em alemão:  Großer Titel des Kaisers von Österreich) era a lista oficial de coroas, títulos e dignidades que os imperadores da Áustria carregaram desde a fundação do império em 1804 até o fim da monarquia em 1918.
Depois que a Casa de Habsburgo se estabeleceu no século XI, seu poder cresceu. Vários domínios foram adicionados ao seu império na Europa central, oriental e ocidental. O trono do Sacro Império Romano foi continuamente ocupado pelos Habsburgos entre 1438 e 1740, e novamente entre 1745 e a dissolução do Sacro Império Romano em 1806. A casa também produziu reis da Boêmia, Alemanha, Hungria, Croácia, Portugal, Espanha, Inglaterra e Irlanda, bem como governantes de vários principados holandeses e italianos, entre muitos outros.
O Império Austríaco foi declarado quando o Sacro Império Romano se dissolveu e se tornou um estado sucessor. O antigo Sacro Imperador Romano Francisco II tornou-se Imperador da Áustria. De acordo com a tradição e os títulos já detidos, ele promulgou o grande título para codificar os títulos monárquicos mais importantes de vários países e territórios sob o domínio dos Habsburgos, e também de governantes titulares de antigas possessões. Com o Compromisso Austro-Húngaro de 1867, o grande título foi novamente ligeiramente modificado. Embora o imperador austríaco também fosse o chefe nominal da Confederação Germânica, isso não estava incluído no grande título.
O título principal não era uma lista completa de todos os títulos detidos; em vez disso, ele terminava com um etc. Havia também um título intermediário e um título pequeno. A imperatriz também recebeu a versão feminina do título.

## Grande título
O título completo (em alemão) do monarca austro-húngaro em 1914 era:
Seine Kaiserliche und Königliche Apostolische Majestät

von Gottes Gnaden Kaiser von Österreich,

König von Ungarn und Böhmen, von Dalmatien, Kroatien, Slawonien, Galizien, Lodomerien und Illyrien;

König von Jerusalem etc.;

Erzherzog von Österreich;

Großherzog von Toskana und Krakau;

Herzog von Lothringen, von Salzburg, Steyer, Kärnten, Krain und der Bukowina;

Großfürst von Siebenbürgen, Markgraf von Mähren;

Herzog von Ober- und Niederschlesien, von Modena, Parma, Piacenza und Guastalla, von Auschwitz und Zator, von Teschen, Friaul, Ragusa und Zara;

Gefürsteter Graf von Habsburg und Tirol, von Kyburg, Görz und Gradisca;

Fürst von Trient und Brixen;

Markgraf von Ober- und Niederlausitz und in Istrien;

Graf von Hohenems, Feldkirch, Bregenz, Sonnenberg etc.;

Herr von Triest, von Cattaro und auf der Windischen Mark;

Großwojwode der Woiwodschaft Serbien

etc., etc.
que se traduz em:
Sua Majestade Imperial e Real Apostólica, 

Pela Graça de Deus, Imperador da Áustria, 

Rei da Hungria e Boémia, Dalmácia, Croácia, Eslavônia, Galiza, Lodoméria e Ilíria; 

Rei de Jerusalém, etc.; 

Arquiduque da Áustria;

Grão-Duque da Toscana e Cracóvia;

Duque de Lorena, Salzburgo, Estíria, Caríntia, Carniola e Bucovina;

Grão-Príncipe da Transilvânia, Margrave da Morávia;

Duque da Alta e Baixa Silésia, de Modena, Parma, Piacenza e Guastalla, de Auschwitz e Zator, de Teschen, Friaul, Ragusa e Zara;

Conde principesco de Habsburgo e Tirol, de Kyburg, Gorizia e Gradisca;

Príncipe de Trento e Brixen;

Margrave da Alta e Baixa Lusácia e na Ístria;

Conde de Hohenems, Feldkirch, Bregenz, Sonnenberg etc.;

Senhor de Trieste, de Cattaro e da Marcha Víndica;

Grande Voivoda da Voivodia da Sérvia

etc., etc.

## Uso subsequente
Depois de 1918, o grande título foi invocado por razões históricas comemorativas em duas cerimônias de sepultamento dos Habsburgos em Viena.
No enterro da última imperatriz, Zita (1916–1918), em 1º de abril de 1989, no mausoléu imperial, três orações foram feitas pela falecida por um orador encomendado pela família, antes que o portão fosse aberto e o sarcófago fosse levado para o mausoléu. A primeira oração começou com a forma feminina do grande título: "Zita, Imperatriz da Áustria, coroada Rainha da Hungria, Rainha da Boêmia...". Na lista de títulos ducais, o título de Duquesa de Parma, reivindicado pelos Habsburgos, foi omitido, pois ela tinha um vínculo mais próximo com Parma. Seu pai, Roberto de Parma, foi o último duque de Parma (1854-1860) e, como pretendente a esse título, ela era uma princesa, embora só tenha nascido em 1892. Assim o título terminava com "Infanta da Espanha, Princesa de Portugal e de Parma". 
O filho de Zita, Otto von Habsburg, foi enterrado em 16 de julho de 2011, e uma oração foi dita no mausoléu: "Otto da Áustria, primeiro príncipe herdeiro da Áustria-Hungria, príncipe real da Hungria e Boêmia..." Os títulos de Rei de Jerusalém e Arquiduque da Áustria foram omitidos. Nenhum imperador austríaco era realmente soberano sobre Jerusalém e, em 1961, Otto renunciou a todas as reivindicações de soberania na República da Áustria. 